# Civilization VII
Sid Meier's Civilization VII je tahová strategická videohra typu 4X vyvinutá společností Firaxis Games a vydaná společností 2K. Jedná se o sedmý hlavní díl série Civilization. Hra byla vydána 11. února 2025 pro Windows, macOS, Linux, Nintendo Switch, PlayStation 4, PlayStation 5, Xbox One a Xbox Series X/S. Dne 5. června 2025 byla vydána také pro Nintendo Switch 2.

## Hratelnost
Podobně jako v předchozích dílech je cílem hráče rozvíjet civilizaci od raného osídlení přes mnoho herních tisíciletí, aby se stala světovou velmocí a dosáhla jedné z několika podmínek vítězství, například prostřednictvím vojenské nadvlády, technologické převahy, ekonomické síly nebo kulturního vlivu nad ostatními lidskými a počítačem řízenými protivníky. Hráči toho dosahují tím, že prozkoumávají svět, zakládají nová města, budují městská vylepšení, nasazují vojenské jednotky k útoku a obraně před ostatními, zkoumají nové technologie a pokroky v oblasti občanské společnosti, rozvíjejí vlivnou kulturu a zapojují se do obchodu a jednání s ostatními světovými vůdci. Významnou změnou oproti předchozím verzím hry bylo zavedení systému věků, který rozděluje hru a umožňuje hráčům vybrat si pro každou éru nového vůdce.

## Vydání a ohlasy
Hra byla vydána 11. února 2025 pro Windows, macOS, Linux, Nintendo Switch, PlayStation 4, PlayStation 5, Xbox One a Xbox Series X/S. Dne 5. června 2025 byla vydána také pro Nintendo Switch 2.
Reakce na hru byly smíšené, hráči a kritici chválili grafiku, zvuk a přepracovaný diplomatický systém, ale kritizovali uživatelské rozhraní a v některých případech i systém věkových kategorií.